# The One (песен на Кайли Миноуг)
The One (Единствената) е песен на австралийската поп певица Кайли Миноуг от десетия ѝ студиен албум X (2007). Песента е издадена като четвърти и последен сингъл от албума. The One е издаден само на цифров формат. Пикира на 10 място в австралийския Dance Chart и на 38 място в Обединеното кралство. Също така е издаден и в Нова Зеландия на 22 септември 2008 и пикира на 2 място.
The One първоначално е изпълнявана от групата Laid and Emma Holmgren. Тяхната версия се казва "I'm the One" (Аз съм единствената) и е включена в денс компилацията Mastercuts: Funky House през 2006 г. Версията на Миноуг включа нови строфи.

## Песни
Британски CD промо сингъл
1. The One (Radio Edit) – 4:05
2. The One (Freemasons Edit) – 3:41

Британски iTunes сингъл
1. The One (Radio Edit) – 4:05
2. The One (Freemasons Vocal Club Mix) – 9:14

Австралийски iTunes сингъл
1. The One – 4:05
2. The One (Freemasons Vocal Club Mix Edit) – 3:42
3. The One (Freemasons Vocal Club Mix) – 9:14

Европейски iTunes сингъл
1. The One (Edit) – 3:36